# Ružomberok

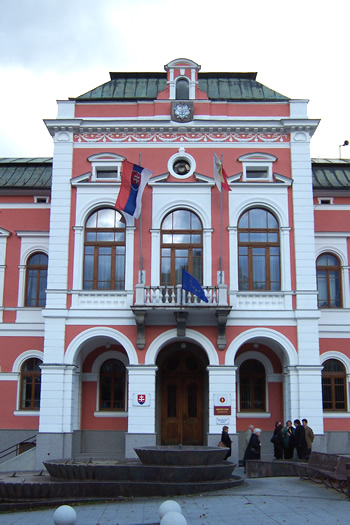
Ayuntamiento.

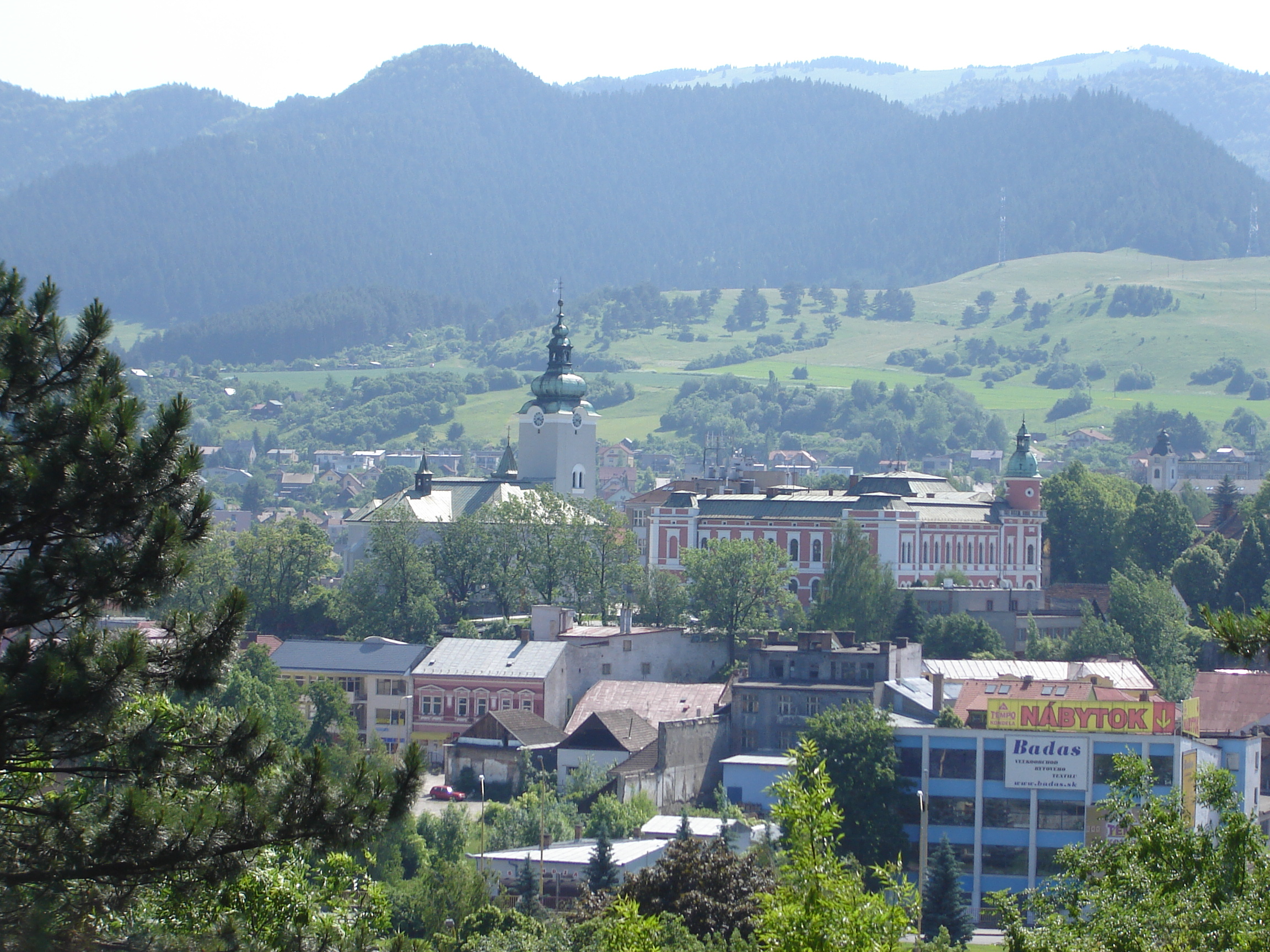
Vista del centro.

Ružomberok (en alemán Rosenberg, en húngaro Rózsahegy) es un pueblo situado en el norte de Eslovaquia, en la región histórica de Liptov. Está localizado junto al río Váh.

## Historia
La primera mención escrita del asentamiento fue en 1233. Se transformó en ciudad en 1318. En 1340, el rey Carlos Roberto admitió los derechos como ciudad y los amplió. Sin embargo, su crecimiento fue interrumpido y fue situado bajo las reglas de la comarca de Likavka.
En el siglo XIX fue uno de los centros del movimiento nacional eslovaco. Fue lentamente convirtiéndose en uno de los actuales centros industriales y económicos del país, especialmente después de que la red de ferrocarril Košice-Bohumín estuviese finalizada en 1871, cuando muchas de las nuevas industrias emergieron, como la de producción de papel y resina, pero también la de fabricación de ladrillos (1871) o la industria textil.
En 1907, en Černová, la calle que fue y que es hoy parte bastante importante de la ciudad, sucedió la tragedia Černová, cuando los habitantes de la ciudad rechazaron el nombramiento del sacerdote Martin Pazúrik de Lisková en lugar del nativo Andrej Hlinka. El sacerdote nombrado no pudo trasladarse para santificar una iglesia recién construida y los gendarmes abrieron fuego cuatro veces contra la multitud enfurecida, matando a 15 personas.

## Demografía
| Año        | 1994   | 2004    | 2014    | 2024    |
| ---------- | ------ | ------- | ------- | ------- |
| Población  | 30 660 | 30 058  | 27 551  | 26 384  |
| Diferencia |        | −1,96 % | −8,34 % | −4,23 % |

| Año        | 2023   | 2024    |
| ---------- | ------ | ------- |
| Población  | 26 548 | 26 384  |
| Diferencia |        | −0,61 % |

## Deporte
El equipo femenino de baloncesto MBK Ružomberok participó con éxito en las competiciones europeas de clubs, ganando la copa FIBA dos veces. Ružomberok también tiene un equipo de fútbol, el MFK Ružomberok, jugando en la más alta división de la liga eslovaca - Corgoň liga. En 2006 ganaron la Corgoň liga y también la Slovenský pohár.

## Gente famosa de Ružomberok
- Andrej Hlinka, político eslovaco y sacerdote católico, uno de los más importantes activistas públicos eslovacos en Checoslovaquia antes de la Segunda Guerra Mundial.
- Peter Lorre, actor especialmente conocido por actuar en papeles siniestros en películas de misterio en Hollywood.
- Jozef Vengloš, antiguo futbolista, entrenador, y experto en fútbol en la FIFA.
- Ľudovít Fulla, pintor, artista gráfico, ilustrador, diseñador de teatro y profesor de arte, considerado una de las más importantes figuras del arte eslovaco del siglo XX.
- Viliam Hýravý, futbolista eslovaco, actualmente ayudante del entrenador del MFK Ružomberok.
- Dárius Rusnák, jugador de hockey sobre hielo.
- Dušan Makovický, médico particular de León Tolstói.
- Jozef Reznik, empresario ELBH
- Katarina Reznikova, hija de Josef Reznik y Miss Sunshine 1985.

## Ciudades hermanadas
- Bački Petrovac, Serbia
- Hlučín, República Checa